# Think Later
Albums de Tate McRae
I Used to Think I Could Fly
(2022) So Close to What
(2025)
Singles
1. Greedy
Sortie : 15 septembre 2023
2. Exes
Sortie : 17 novembre 2023

Think Later est le deuxième album studio de la chanteuse canadienne Tate McRae, sorti le 8 décembre 2023 sous le label RCA Records. Il a été co-produit par Ryan Tedder et promu par la sortie de trois singles. Le premier single Greedy est sorti le 15 septembre 2023, suivi de Exes le 17 novembre 2023 et de Run for the Hills le 8 décembre 2023,. McRae s'est lancé dans une tournée en Europe, en Amérique du Nord et en Océanie tout au long de 2024 pour soutenir l'album. L'album a atteint un sommet dans le top dix au Canada, en Australie, en Nouvelle-Zélande, en Belgique, en Norvège, au Royaume-Uni, en Irlande, aux Pays-Bas, en Suisse, en Suède, au Danemark et au Billboard 200 américain.

## Historique
McRae a qualifié l'expérience de l'écriture de l'album de « l'une des choses les plus stressantes, excitantes, angoissantes et amusantes qu'elle ait jamais vécues », affirmant qu'elle avait vécu l'année écoulée « un peu moins avec [sa] tête et un peu plus avec [son] intuition » et espère que les auditeurs pourront « ressentir cela à travers la musique ». Un communiqué de presse indique qu'elle explore « les sentiments trop pertinents de tomber amoureux et d'embrasser les émotions brutes que vous ressentez en dirigeant avec votre intuition et votre cœur ».

## Promotion
Le premier single Greedy est sorti le 15 septembre 2023, devenant plus tard la première chanson de McRae dans le top 10 du Billboard Hot 100. Avec l'annonce de l'album le 6 novembre 2023, McRae a annoncé une tournée mondiale de 53 dates en soutien à l'album, qui se tient en Europe, en Amérique du Nord et en Océanie d'avril à novembre 2024. Le 26 octobre, McRae a interprété Greedy pour la première fois à la télévision sur Jimmy Kimmel Live!. Le deuxième single Exes est sorti le 17 novembre. Le 18 novembre, elle a interprété Greedy et le morceau Grave sur Saturday Night Live. Le 19 novembre, elle a interprété Greedy aux Billboard Music Awards. Elle a interprété Greedy et Exes le 9 décembre à l'O2 Arena pour le Jingle Bell Ball. Le 8 décembre, McRae a sorti Run For The Hills en tant que single promotionnel, accompagné d'un clip officiel. Le 12 décembre, McRae a interprété Greedy et Exes dans Today et a interprété Exes dans The Tonight Show Starring Jimmy Fallon.

## Réception

### Réception commerciale
Think Later a fait ses débuts à la quatrième place du Billboard 200 américain, gagnant 66 000 unités équivalentes à un album au cours de sa première semaine, dont 8 000 étaient des ventes pures d'albums. Il s'agissait du premier album de Tate dans le top dix aux États-Unis. Au Canada, pays d'origine de McRae, l'album a fait ses débuts à la troisième place, ce qui en fait le deuxième album de McRae à atteindre le top 3 dans le pays.
L'album a également atteint le top cinq dans divers pays comme la Belgique, la Nouvelle-Zélande, la Norvège et le Royaume-Uni, où il a fait ses débuts à la cinquième place du UK Albums Chart. Think Later a également atteint le top dix aux Pays-Bas, en Irlande et en Suisse. L'album a atteint son plus haut sommet en Australie, où il a atteint la deuxième place.

## Classements et certifications

### Certifications
| Pays              | Certification | Unités certifiées |
| ----------------- | ------------- | ----------------- |
| États-Unis (RIAA) | Platine       | 1 000 000         |
| France (SNEP)     | Or            | 50 000            |

## Historique de sortie
| Région | Date            | Format(s)                                               | Label |
| ------ | --------------- | ------------------------------------------------------- | ----- |
| Monde  | 8 décembre 2023 | - CD - téléchargement digital - plateforme de streaming | RCA   |
| Monde  | 12 février 2024 | - vinyl LP                                              | RCA   |